# Seznam prejemnikov Borštnikovega prstana
Seznam prejemnikov Borštnikovega prstana.
- 1970 - Elvira Kralj
- 1971 - Vladimir Skrbinšek
- 1972 - Arnold Tovornik
- 1973 - Mira Danilova
- 1974 - Slavko Jan
- 1975 - Ančka Levar
- 1976 - Rado Nakrst
- 1977 - Vida Juvan
- 1978 - Maks Furijan
- 1979 - Sava Sever
- 1980 - Janez Jerman
- 1981 - Vladoša Simčič
- 1982 - Bert Sotlar
- 1983 - Štefka Drolc
- 1984 - Polde Bibič
- 1985 - Majda Potokar
- 1986 - Zlatko Šugman
- 1987 - Angela Janko-Jenčič
- 1988 - Lojze Rozman
- 1989 - Danilo Benedičič
- 1990 - Boris Kralj
- 1991 - Mira Sardoč
- 1992 - Boris Cavazza
- 1993 - Milena Muhič
- 1994 - Jurij Souček
- 1995 - Ivanka Mežan
- 1996 - Ivo Ban
- 1997 - Iva Zupančič
- 1998 - Janez Bermež
- 1999 - Milena Zupančič
- 2000 - Sandi (Aleksander) Krošl
- 2001 - Jožica Avbelj
- 2002 - Radko Polič
- 2003 - Anica Kumer
- 2004 - Bine Matoh
- 2005 - Miranda Caharija
- 2006 - Peter Ternovšek
- 2007 - Silva Čušin
- 2008 - Aleksander Valič
- 2009 - Minu Kjuder
- 2010 - Janez Hočevar - Rifle
- 2011 - Milada Kalezić
- 2012 - Igor Samobor
- 2013 - Olga Kacjan
- 2014 - Vlado Novak
- 2015 - Ljerka Belak
- 2016 - Dare Valič
- 2017 - Saša Pavček
- 2018 - Janez Škof
- 2019 - Marinka Štern
- 2020 - Peter Boštjančič
- 2021 - Jette Ostan Vejrup
- 2022 - Ivo Barišič
- 2023 - Nataša Matjašec Rošker
- 2024 - Branko Šturbej
- 2025 - Nataša Barbara Gračner